# Dendrelaphis
Dendrelaphis är ett släkte av ormar. Dendrelaphis ingår i familjen snokar.
Släktets arter är med en längd av 1,5 till 3 meter medelstora till stora ormar och de har en smal bål. De förekommer från Indien, Sri Lanka och södra Kina över Sydostasiens öar till norra Australien. Dessa ormar lever främst i skogar på träd. Några släktmedlemmar har bra simförmåga. Födan utgörs av groddjur, ödlor och ibland fiskar. Honor lägger ägg.

## Taxonomi
Arter enligt Catalogue of Life:
- Dendrelaphis bifrenalis
- Dendrelaphis calligastra
- Dendrelaphis caudolineatus
- Dendrelaphis caudolineolatus
- Dendrelaphis cyanochloris
- Dendrelaphis formosus
- Dendrelaphis gastrostictus
- Dendrelaphis gorei
- Dendrelaphis grandoculis
- Dendrelaphis hollonrakei
- Dendrelaphis humayuni
- Dendrelaphis inornatus
- Dendrelaphis kopsteini
- Dendrelaphis lorentzi
- Dendrelaphis ngansonensis
- Dendrelaphis oliveri
- Dendrelaphis papuensis
- Dendrelaphis pictus
- Dendrelaphis punctulatus
- Dendrelaphis salomonis
- Dendrelaphis striatus
- Dendrelaphis subocularis
- Dendrelaphis tristis

The Reptile Database listar ytterligare 21 arter.